# Johann Jakob Lorez
Johann Jakob Lorez (* 16. September 1697 in Chur; † 29. Februar 1768 ebenda) war ein Schweizer reformierter Theologe, Geistlicher und Pädagoge.

## Leben
Johann Jakob Lorez war der Sohn des Johannes Lorez. Nach 1712 besuchte er in Chur das Collegium philosophicum. 1717 immatrikulierte er sich für Theologe und Philosophie an der Universität Basel. Am 21. Juni 1720 wurde er in Ilanz in die evangelisch-rätische Synode aufgenommen, womit er im Freistaat der Drei Bünde das Recht erhielt, als Pfarrer tätig zu sein. Im gleichen Jahr nahm er zunächst eine Stelle als Lehrer am Collegium philosophicum an. 1723 amtete er als Pfarrer in Maladers.
1729 wurde er Freiprediger und Katechet in Chur und 1739 Leiter des Collegium philosophicum. Als er 1752 Pfarrer an der Regulakirche in Chur wurde, behielt er den Schulleiterposten weiterhin inne. Diese beiden Funktionen behielt er, bis er am 29. Februar 1768 im Alter von 70 Jahren verstarb.
Lorez war Oberhaupt einer Theologenvereinigung, die sich gegen die Orthodoxie in der Verkündigung des Evangeliums richtete. Auch stand er dem Pietismus nahe, gehörte ihm aber nicht an.